# Gage Skidmore
Gage Skidmore (nacido el 16 de mayo de 1993) es un fotógrafo estadounidense y contribuyente de Creative Commons,  conocido principalmente por sus fotografías de políticos estadounidenses.  El trabajo de Skidmore ha sido utilizado por numerosas publicaciones, incluyendo The Washington Post, The New Republic, The Atlantic, la Associated Press y NPR.

## Educación

Skidmore es colaborador permanente de Wikimedia Commons a través de fotografías catalogadas Creative Commons

Skidmore asistió a la escuela secundaria en Indiana, y más tarde se mudó a Arizona donde  estudió en el  Glendale Community College y  a la Arizona State University.

## Carrera

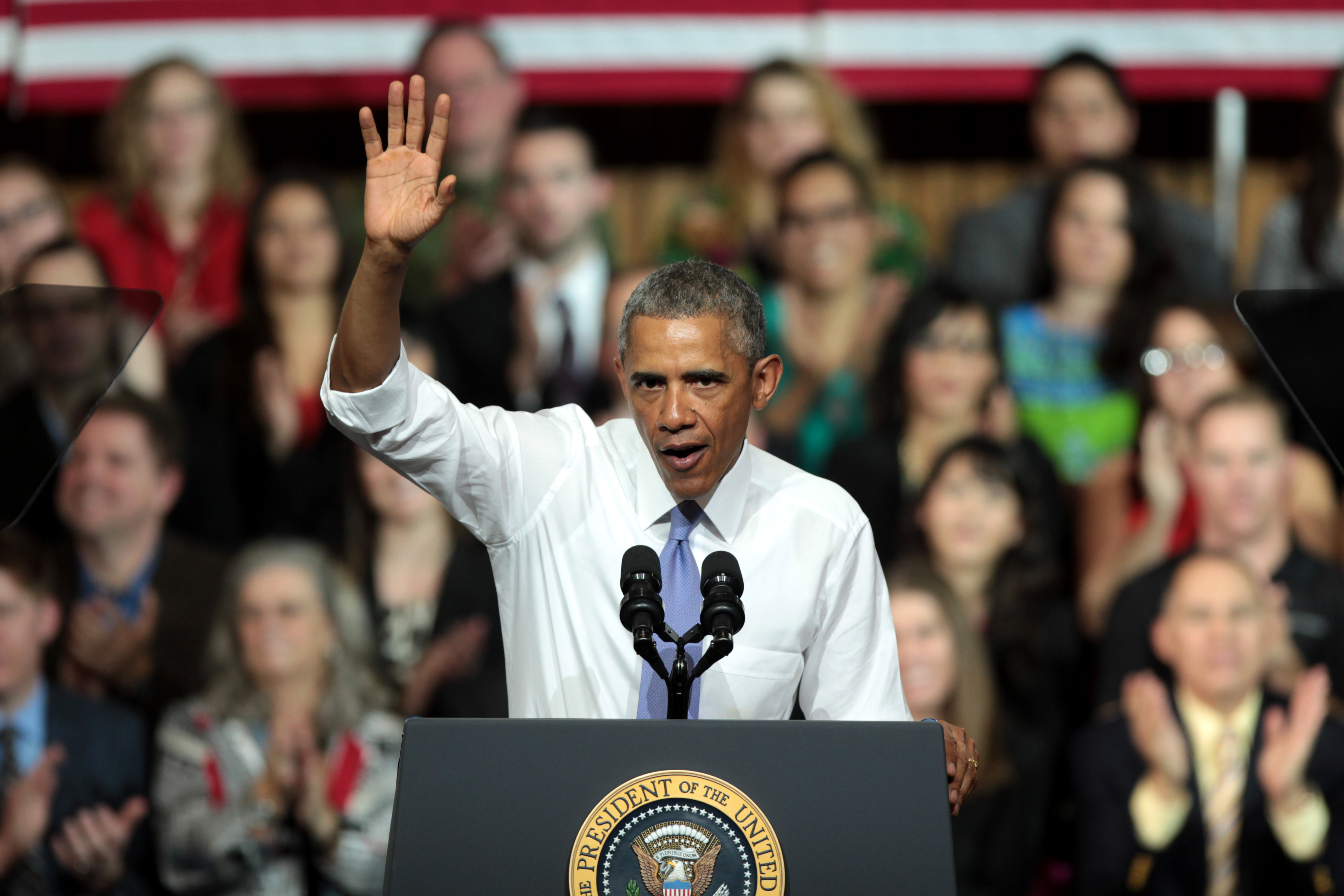
Fotografía de Barack Obama, tomada por Skidmore en 2015

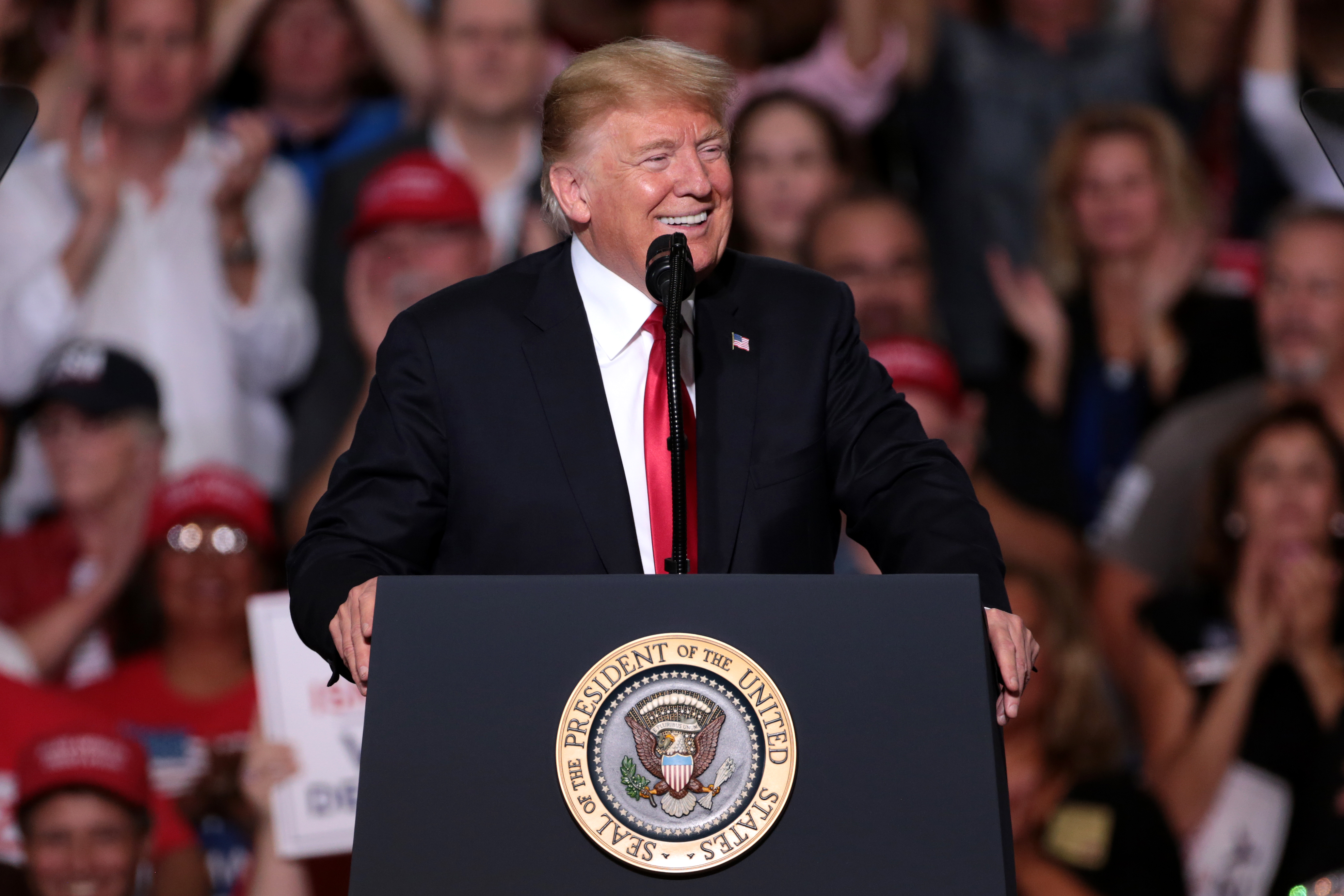
Fotografía de Donald Trump, tomada por Skidmore en 2018

Skidmore comenzó a tomar fotografías en marzo de 2009, a la edad de 16 años, cuándo  se compró una Canon Rebel XSi para registrar el San Diego Comic Con. Al año siguiente  fotografió a políticos en eventos organizados por la campaña de Rand Paul durante las elecciones de 2010  para el Senado en Kentucky. Skidmore Había apoyado al padre de Rand Paul, Ron Paul, durante la  elección presidencial de 2008. Durante la campaña presidencial de 2012 de Ron Paul, Skidmore se tomó un año sabático en su estudios para fotografiar a Paul y varios otros prominentes republicanos . Skidmore es uno de los fotógrafos políticos más ampliamente  publicados en los Estados Unidos.
Durante la elección presidencial 2016,  las fotografías de Skidmore  fueron utilizadas por The Atlantic, The Washington Post, the Associated Press and NPR,, así como por el website oficial del candidato a la presidencia Donald Trump.
Cuando no fotografía políticos, Skidmore asiste a convenciones de cultura pop, donde ha fotografiado a numerosas celebridades de Hollywood, incluyendo Angelina Jolie, Bruce Willis, Sandra Bullock, Tom Cruise y Samuel L. Jackson. Se estima que sus fotografías han sido reposteadas un millón de veces. Según Priceonomics,  él ha publicado casi 40,000 fotografías de candidatos a la presidencia y celebridades en Flickr desde 2010, y su cuenta de Flickr ha sido enlazada más de 30 millones de veces.
Además de su trabajo para Creative Commons, Skidmore ha sido contratado como fotógrafo para  National School Choice Week, Western Journalism, el Conservative Review, y la revista Reason.